# بریبیسکا
بریبیسکا (به اسپانیایی: Briviesca) یک شهرستان در اسپانیا است.